# Phong Bạo Vũ
Phong Bạo Vũ (tiếng Trung: 风暴舞; tiếng Anh: The Dance Of The Storm/Dancing In The Storm) là một bộ phim truyền hình hành động viễn tưởng của Trung Quốc phát sóng năm 2021 do Trần Vỹ Đình và Cổ Lực Na Trát đóng chính. Bộ phim được khai máy ngày 9/5/2018 và đóng máy ngày 10/8/2018.
Bộ phim được lên sóng trên iQiyi, Tencent, Youku vào ngày 25/4/2021. Hiện tại thị trường Việt Nam đã được mua bản quyền phát sóng trên VieON, FPT Play.

## Nội dung
Bộ phim kể về Lý Tuấn Kiệt - một nhân viên an ninh mạng làm việc cho công ty bảo an hàng đầu Đông Nam Á. Sau khi gặp lại những người bạn cũ, Lý Tuấn Kiệt và đồng đội đã phát hiện ra công ty của mình đang cấu kết với tội phạm nước ngoài. Nhận được sự giúp đỡ của Châu Tử Huyên, Lý Tuấn Kiệt bắt đầu điều tra những bí mật đằng sau công ty. Trong quá trình này, Lý Tuấn Kiệt đã dần bị rung động với cô bạn cũ thông minh xinh đẹp và cả hai đã rơi vào lưới tình với nhau.

## Phân vai
| Diễn viên chính           | Vai diễn                                         | Giới thiệu nhân vật |
| ------------------------- | ------------------------------------------------ | --- |
| Trần Vỹ Đình (陈伟霆)     | Lý Tuấn Kiệt/ Clark Lee （李俊杰）               | Chuyên viên tình báo cấp cao của Ba Thành MOIS, ba năm trước rời khỏi Ba Thành, âm thầm điều tra Calais. Nhận được tin nhắn tình báo, anh đã trở lại Ba Thành cùng Châu Tử Huyên và đồng đội truy bắt tội phạm. |
| Cổ Lực Na Trát (古力娜扎) | Châu Tử Huyên （周子萱）/ Maggie Zhou/ Mạn Đà La | Đội trưởng đội hành động, chuyên viên tình báo cấp cao của Ba Thành MOIS, bạn gái của Lý Tuấn Kiệt. Trong lúc cô tìm kiếm Lý Tuấn Kiệt mất tích, đã đến nơi giam giữ tội phạm truy nã quốc tế - Mạn Đà La để thuyết phục và được cô ấy đồng ý cho làm giả danh phận, cung cấp một số thông tin để tiếp cận Nguyễn Thái Nguyên. |

| Diễn viên phụ            | Vai diễn                | Giới thiệu nhân vật                                                                                            |
| ------------------------ | ----------------------- | --- |
| Quách Gia Hào (郭家豪)   | Thời Vân Hạo(时云昊)    | Đặc vụ, chuyên viên tình báo cấp cao của Ba Thành MOIS. Là anh em tốt của Lý Tuấn Kiệt.                        |
| Tống Nghiên Phi (宋妍霏) | Trần Tịnh Văn (陈静雯)  | Trợ lý kỹ thuật của tập đoàn ARK, thích Lý Tuấn Kiệt. Cô từng đoạt giải trong một cuộc thi hacker ngầm.        |
| Đổng Nham Lỗi (董岩磊)   | A Cổ (阿古)             | Sát Thủ - em trai của Nguyễn Thái Nguyên.                                                                      |
| Triệu Thiến (赵茜)       | Lâm Cẩm (林锦)          | |
| Trần Sở Hạn (陈楚瀚)     | Calais (加莱)           | Sát thủ - tay bắn tỉa chuyên nghiệp hàng đầu thế giới, tội phạm truy nã quốc tế.                               |
| Vương Đồng Huy (王同辉)  | Mạnh Lương (孟良)       | Môi giới tình báo, giúp đỡ Lý Tuấn Kiệt.                                                                       |
| Cao Lệ Văn (高丽雯)      | Hasan                   | Sát thủ chuyên nghiệp hàng đầu thế giới, tội phạm truy nã quốc tế.                                             |
| Tần Minh Duyệt (秦鸣悦)  | Maya (玛雅)             | Nhân viên kỹ thuật của Ba Thành MOIS.                                                                          |
| Trương Tùng (张淞)       | Mã Hiểu Quân (马晓军)   | Nhân viên kỹ thuật của Ba Thành MOIS. Trong một lần đi tình báo cho Lý Tuấn Kiệt không may bị Hasan giết chết. |
| Trương Bác Chi (张博之)  | Tiểu Chính (小政)       | Hacker - người của Mạnh Lương.                                                                                 |
| Ốc Lý Khắc (沃里克)      | Alpha (阿尔法)          | Ông trùm của tổ chức Thiên Yết.                                                                                |
| Tôn Giai Cơ (孙佳奇)     | Mạn Đà La (曼陀罗)      | Sát thủ chuyên nghiệp, tội phạm truy nã quốc tế và đã bị cảnh sát quốc tế bắt giữ.                             |
| Quý Đông Nhiên (季东燃)  | Đặng Chí Thành (邓志诚) | Nhân viên của Ba Thành MOIS.                                                                                   |
| Vương Chí Phi (王志飞)   | Lý Quốc Lương (李国良)  | |

| Khách mời đặc biệt    | Vai diễn                      | Giới thiệu nhân vật                                                  |
| --------------------- | ----------------------------- | -------------------------------------------------------------------- |
| Nhậm Đạt Hoa (任达华) | Mâu Xuyên (牟川)              | Giám đốc điều hành Ba Thành MOIS. Phía sau ông là một thế lực bí ẩn. |
| Tưởng Văn Lệ (蒋雯丽) | Nguyễn Thái Nguyên (阮太元)   | Tội phạm truy nã quốc tế.                                            |
| Vu Cương (巫刚)       | Mã Khải Minh (马启明)         | Chủ tịch tập đoàn ARK, bố của Thời Vân Hạo.                          |
| Vương Cơ (王姬)       | Trịnh Bội Ni/ Amanda (郑佩妮) | Giám đốc trụ sở Ba Thành MOIS, đến MOIS để giúp đỡ Châu Tử Huyên.    |

## Sản xuất và phân phối
• Ngày 09/05/2018, hội nghị khởi động được tổ chức.
• Vào ngày 21 tháng 8 năm 2018, đoàn phim đã tổ chức lớp học khám phá phương tiện truyền thông đầu tiên tại Bắc Kinh.
• Vào ngày 9 tháng 10 năm 2018, tất cả đã được hoàn thành và "Đặc công kết thúc" được phát hành trên Weibo chính thức.
• Tháng 7/2020, theo báo cáo tài chính của Từ Văn, phim đã thu về 590 triệu NDT cho đợt chiêu thương đầu tiên. Sau đó trải qua 3 lần xét duyệt và bị cắt giảm từ 50 tập xuống 43 tập.
• Ngày 25/4/2021 bộ phim chính thức được công chiếu trên cả 3 nền tảng mạng iQiyi, Tencent và Youku.

## Nhạc phim
| STT | Nhan đề                              | Phổ lời  | Phổ nhạc     | Ca sĩ           | Thời lượng |
| --- | ------------------------------------ | -------- | ------------ | --------------- | ---------- |
| 1.  | "Như gió rời xa (像风一样离开)"      | Mai Chân | Kim Nhã Thần | Trần Vỹ Đình    |            |
| 2.  | "Bầu trời xanh độc quyền (專屬藍天)" |          |              | Lưu Vũ Ninh     |            |
| 3.  | "Trống rỗng (空空)"                  |          |              | Vương Gia Thành |            |
| 4.  | "Forgive Me"                         |          |              | Vu Văn Văn      |            |
| 5.  | "Khoảnh khắc nhỏ (小光阴)"           |          |              | Cổ Lực Na Trát  |            |